# Martín Bravo
Martín Bravo är en mexikansk MMA-utövare som sedan 2016 tävlar i organisationen Ultimate Fighting Championship.

## Tävlingsfacit
| Resultat | Facit | Motståndare              | Metod                   | Evenemang                               | Datum             | Rond | Tid  | Plats                | Notering                            |
| -------- | ----- | ------------------------ | ----------------------- | --------------------------------------- | ----------------- | ---- | ---- | -------------------- | ----------------------------------- |
| Förlust  | 11–3  | Steven Peterson (USA)    | KO (snurrslag)          | UFC Fight Night: Rodríguez vs. Stephens | 21 september 2019 | 2    | 1:31 | Mexico City, Mexiko  |                                     |
| Förlust  | 11–2  | Alex Caceres (USA)       | Domslut (delat)         | TUF: Undefeated Finale                  | 6 juli 2018       | 3    | 5:00 | Las Vegas, NV, USA   | Fight of the Night                  |
| Förlust  | 11–1  | Humberto Bandenay (PER)  | KO (knä)                | UFC Fight Night: Pettis vs. Moreno      | 5 augusti 2017    | 1    | 0:26 | Mexico City, Mexiko  | Åter i fjädervikt                   |
| Vinst    | 11–0  | Claudio Puelles (PER)    | TKO (slag)              | TUF Latin America 3 Finale              | 5 november 2016   | 2    | 1:55 | Mexico City, Mexiko  | Vann TUF Latin America 3 i lättvikt |
| Vinst    | 10–0  | Dallys Moraes Gama (PAR) | Domslut (enhälligt)     | Jungle Fight 81                         | 12 september 2015 | 3    | 5:00 | Palmas, Brasilien    |                                     |
| Vinst    | 9–0   | Fernando Moya Li (CRI)   | Submission (rear-naked) | Calvo Promotions 6                      | 23 juli 2015      | 1    | 1:52 | San José, Costa Rica | Åter i fjädervikt                   |
| Vinst    | 8–0   | David Suruy (USA)        | Submission (rear-naked) | UWC EVT 14                              | 27 juni 2015      | 1    | 2:05 | Tijuana, Mexiko      | Bantamviktsdebut                    |
| Vinst    | 7–0   | Tito Castro (MEX)        | TKO (slag)              | Xtreme Kombat 30                        | 30 maj 2015       | 2    | n/a  | Guadalajara, Mexiko  |                                     |
| Vinst    | 6–0   | Jose Ruelas (MEX)        | Submission (rear-naked) | Pro XFC 1                               | 6 februari 2015   | 2    | 1:03 | Tijuana, Mexiko      | Fjäderviktsdebut                    |
| Vinst    | 5–0   | Angel Cruz (PRI)         | Submission (giljotin)   | Baja Cage Fighting: Beach Fights        | 20 september 2014 | 2    | 1:03 | Rosarito, Mexiko     |                                     |
| Vinst    | 4–0   | Jaime Flores (MEX)       | TKO (hörnan stoppar)    | UWC EVT: Duarte vs. Beristain           | 17 maj 2014       | 2    | 1:46 | Tijuana, Mexiko      |                                     |
| Vinst    | 3–0   | Eduardo Garcia (MEX)     | Domslut (enhälligt)     | UWC Mexico: New Blood 2                 | 28 april 2013     | 3    | 5:00 | Tijuana, Mexiko      |                                     |
| Vinst    | 2–0   | Victor Borrayo (USA)     | Submission (armbar)     | UWC Mexico 13: Benitez vs. Oropeza      | 2 mars 2013       | 1    | 1:43 | Tijuana, Mexiko      |                                     |
| Vinst    | 1–0   | Abrahan Gallegos (MEX)   | TKO (slag)              | BCF 3: Battle on the Beach              | 28 april 2012     | 1    | 3:57 | Rosarito, Mexiko     |                                     |